# Hrušně na Rokytce
Hrušně na Rokytce v Hrdlořezích v Praze je sad v ulici U Schodů založený u Rokytky severně od vrchu Smetanka v přírodním parku Smetanka.

## Historie
Sad byl vysazen v období před druhou světovou válkou na pozemcích, které roku 1921 odkoupila Obec hlavního města Prahy. Obec nechala na louce vysadit hrušně a ořešáky, a to podél obou břehů Rokytky; osázené území sahalo téměř k železničnímu mostu. Nad stromy pak byly vysázeny keře, pravděpodobně angrešty a rybízy. Po skončení 2. světové války pozemek několikrát změnil majitele, vždy se ale jednalo o pražské instituce.
Město sad udržovalo jako místo pro relaxaci až do roku 1985, kdy došlo k navážce ze stavby benzinové pumpy. K tomu roku se o sad staral Státní statek Praha, který jej poté nechal ladem a celé místo postupně zarostlo různými porosty.
Při úpravě Rokytky v roce 2013 se z opevněného a napřímeného koryta stal meandrující tok s přirozeným břehovým porostem. Došlo ke zvelebení okolí, k vysázení dřevin snášejících příležitostné zaplavení a k vytvoření průchozí cesty sadem. Nové ovocné stromy byly vysazeny v roce 2015 pouze k této cestě na největší ploše původního sadu; přes dvacet nových hrušní doplnilo stávající staré mohutné stromy. Původní výsadbu hrušní a ořešáků připomínají také staré ovocné stromy na pravém břehu Rokytky.

## Parametry
- Celková rozloha: 0,4 ha
- Počet stromů: 46 (r. 2019)
- Odrůdy:
  - Hrušně: Lucasova, Madame Verté, Boscova
- Ovoce k natrhání: ano[1]